# Намакзар
Намакза́р или Намакса́р (перс. نمکزار‎) — сезонное соленое озеро, западная часть которого расположена между провинциями Южный Хорасан и Хорасан-Резави в Иране, а восточная часть — в провинции Герат в Афганистане. Озеро имеет поверхность приблизительно 800 км², глубину — до 1 м и объём — до 400 миллионов м³, но приведенные показатели появляются исключительно в период влажных времен года. Водой оно питается в первую очередь с помощью рек, которые притекают с запада, а количество осадков незначительно. Средняя высота над уровнем моря — 596 м.

## География
Намакзар расположен посреди Иранского плато и в широком орографическом смысле представляет собой геологическую впадину, расположенную между иранским Бахарским нагорьем на севере и Восточноиранским нагорьем на западе, а также крайних пределов афганского нагорья Кухха-йе Сийах на востоке. Впадина в целом охватывает и Петерган, расположенный южнее на высоте +30 м выше, чем она сама, хотя физически он отделен горами Хума-Кух (1170 м) и Шекасте-йе Чах-Там (729 м). Между двух озёр находится и Дак-е Хамун, небольшое озеро с поверхностью всего 1,5 км². Этот регион имеет сходные геологические и стратиграфические характеристики с пустыней Деште-Лут и состоит из стабильной палеозойской платформы, перекрытой плотными осадочными породами из мезозоя, а также и аллювием из периода голоцена. Озеро — вытянутой формы, и простирается в направлении северо-запад — юго-восток, имея длину приблизительно 45 км, а ширина его колеблется от 10 км в южной и до 15 км в северной части. Перпендикулярно к восточному берегу располагается часть озера длиной 25 км и шириной до 8,0 км, которая полностью располагается на территории Афганистана и образует 20 % общей поверхности озера. Литоральная зона по всем сторонам имеет очень небольшой склон, который составляет от 0,1 до 1,0 %, а более крутые склоны наблюдаются в небольших изолированных районах в подножиях гор Кух-е Джахаз (638 м) на западе, Сир Хун-е Шомали (826 м) и Сир Хун-е Джонуби (643 м) на востоке.

## Гидрология
Намакзар в гидрологическом и гидрогеологическом смыслах традиционно классифицируется под т. н. Систанский водосборный бассейн, один из восьми внутренних бассейнов Иранского плато с Хамун-е Хельмандом в центре, но озеро на самом деле представляет орографически отделенный водосборный бассейн, расположенный ниже относительно Петергана. Водоразделы этого единого водосборного бассейна ограничены верхами Восточноиранского нагорья, которое его отделяет от водосборного бассейна Дешт-е Лута на западе, на севере его Бахарское нагорье и Кух-е Шамтиг отделяют от водостока Хари-Руда и Каракумского водосборного бассейна, а на юге и востоке ряд холмов его отделяют от водосборного бассейна Петергана.

## Флора и фауна
Флора Намакзара обусловлена климатом и высокой степенью солености, включает различные суккуленты и галофиты, характерные для пустынных и полупустынных пределов. Хотя фауну этих просторов исследовали ещё А. Кейсерлиг в конце 1850-х и В. Т. Бланфорд в начале 1870-х гг., она и до сегодняшнего дня достаточно слабо исследована из-за географической изолированности. В общем, фауна Намакзара совпадает с фауной в Дешт-е Луте, Дешт-е Кевире и Систане, а включает перелетных птиц, рептилий и небольшое количество видов млекопитающих. Один идентифицированный вид рыбы — Capoeta fusca (вид карпа), место жительства которого — в основном местности более низкой солености, такие как устья притоков озёр. Эндемический вид насекомых на этих просторах — Saxetania decumana.